# Aaron Grandidier
Aaron Grandidier Nkanang (18 de maio de 2000) é um jogador de rugby francês, que joga na posição de back.

## Carreira
Nascido em Bromley, filho de pai inglês e mãe francesa, ele foi um jogador de basquete entusiasmado na juventude. Ele também é DJ, sob o apelido de 'Aztec'. [3] Ele estudou na St Olave's Grammar School. Inicialmente, ele pretendia estudar design na Universidade de Loughborough, mas ganhou uma bolsa de estudos na Universidade de St Mary, em Twickenham, que lhe permitiu continuar jogando rúgbi em seu clube local.
Ele começou a jogar rúgbi na St Olave's Grammar School em Londres e jogou em nível de condado pelo Kent U18 e se juntou ao seu primeiro clube amador Old Elthamians. Ele se juntou ao CA Brive em 2019.
Ele assinou um contrato estendido com Brive em 2022 e fez sua estreia pela seleção principal francesa de rugby sevens. No Hong Kong Sevens durante a temporada SVNS 2022-23, ele marcou um recorde francês de 11 tentativas em um único fim de semana. Em julho de 2024, foi confirmado na seleção francesa para as Olimpíadas de Paris 2024. Ele assinou com o Section Paloise antes da temporada 2024-25.